# Pacajes

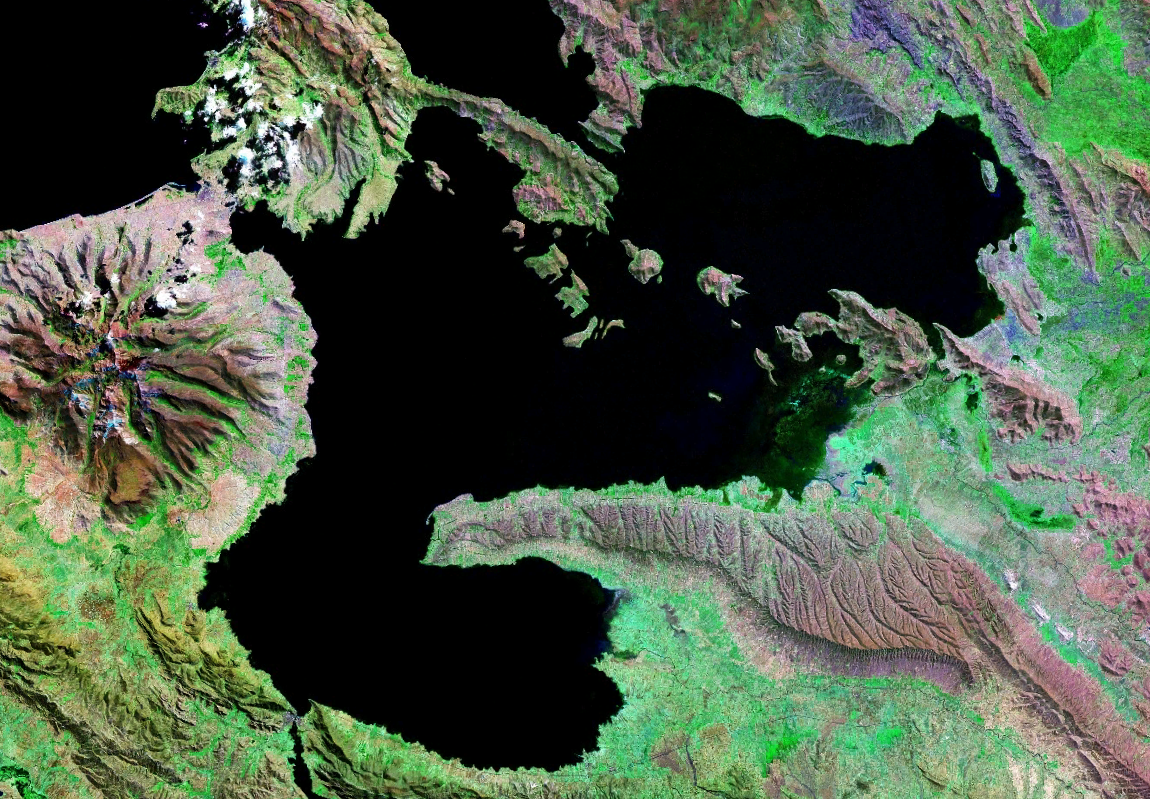
Wiñaymarka-Becken des Titicaca-See mit Taraco-Halbinsel in der Bildmitte und südlich anschließender Tiwanaku-Ebene

Die Pacajes-Kultur war vorherrschende Kultur in der Region am Südrand des Titicacasees in der Zeit von 1100 bis 1450 und löste die vorher dominante Tiwanaku-Kultur ab.
Anhand von archäologischen Untersuchungen, vor allem auf der Taraco-Halbinsel im Titicacasee, lassen sich drei Perioden der Pacajes-Kultur voneinander unterscheiden:
- Frühe Pacajes-Kultur (1100–1450 AD)
- Pacajes-Inka-Kultur (1450–1540 AD)
- Späte Pacajes-Kultur (1540–1600 AD)

## Frühe Pacajes-Kultur (1100–1450)
Nach dem Niedergang der Tiwanaku-Kultur verschwanden städtische Siedlungen und städtische Strukturen für fast 400 Jahre aus dem Titicaca-Becken. Zentrale Organisation, Intensivlandwirtschaft, Handwerksproduktion, Fernhandel und andere Quellen von Wohlstand nahmen ein abruptes Ende. Wissenschaftler wie Abbott (siehe Quellen) vermuten, dass eine der Ursachen für diese Entwicklung das Absinken des See-Wasserspiegels um bis zu 12 m gewesen ist, ebenso wie ein deutlicher Rückgang der Niederschlagsmengen in dieser Periode. Nachweisbar für die Region südlich des Titicacasees in der frühen Pacajes-Zeit ist eine Auflösung von Dorfgemeinschaften und ein Wandel hin zu verstreuten Einzelgehöften.
Die Ursachen für diesen Wandel sind unter Wissenschaftlern noch in der Diskussion. Einige Wissenschaftler, vor allem Linguistiker (z. B. Bouysee-Cassagne), sehen als Ursache eine Zuwanderung von Hirten-Kulturen aus dem südlichen Altiplano, die sogenannte „Aymara-Invasion“. Andere Wissenschaftler, vor allem Archäologen (wie Graffam), sehen als Ursache für die Auflösung der Dorfgemeinschaften in der frühen Pacajes-Kultur eine Intensivierung der Landwirtschaft und daraus resultierend eine notwendige Verlegung der Gehöfte aus dem dörflichen Verbund in die Feldflur.

## Pacajes-Inka-Kultur (1450–1540)
Mitte des 15. Jahrhunderts drangen die Inka unter dem Herrscher Pachacuti nach und nach in den Siedlungsraum der Pacajes ein. Vorausgegangen war die Unterwerfung der Region Ayaviri durch Pachacuti in der nördlichen Titicaca-Ebene zu Beginn der 1440er Jahre.
Die Bevölkerungszahlen in der Pacajes-Region nahmen in dieser Periode wieder deutlich zu, es bildeten sich neue dörfliche Siedlungen und regionale hierarchische Strukturen, während andererseits die bestehenden Streusiedlungen weitgehend bestehen blieben. Die Zunahme der Bevölkerung ging erheblich über eine natürliche Bevölkerungsentwicklung hinaus, so dass in dieser Periode von einer deutlichen Zuwanderung ausgegangen werden kann; außerdem verlagerten sich die Siedlungsschwerpunkte am Südrand des Titicaca-Beckens mehr und mehr zum Seeufer hin.
Archäologische Funde auf der Taraco-Halbinsel aus dieser Zeit zeigen zum Teil Übereinstimmungen der Keramik-Kultur mit Keramiken der Inka-Kultur und Einflüsse aus der Region Taraco am Nordwestrand des Titicacasees.

## Späte Pacajes-Kultur (1540–1600)
Die Invasion der Spanier beendete die Inka-Herrschaft im Jahr 1532, eine erste spanische Vorhut erkundete das Titicaca-Becken 1534, und im Jahr 1538 erlebte die Region Desaguadero einen letzten bewaffneten Aufstand gegen die Spanier durch die Lupaca.
Die Siedlungsstrukturen der Region setzten sich aus der vorherigen Pacajes-Inka-Zeit fort, wobei jedoch teilweise bisherige Inka-Dörfer aufgegeben und neue Siedlungsschwerpunkte errichtet wurden. Vor allem scheint in der späten Pacajes-Periode eine Bevölkerungsumverteilung aus der Tiwanacu-Region hin zur Taraco-Halbinsel stattgefunden zu haben, möglicherweise bedingt durch unterschiedliche Verwaltungsstrukturen, welche die Unterdrückung der indigenen Bevölkerung in der Tiwanacu-Region begünstigten und so ihre Abwanderung forcierten. Die restlichen Pacajes sind in den Aymara aufgegangen.